# Rykajłowo
Rykajłowo (ros. Рыкайлово) – wieś (ros. деревня, trb. dieriewnia) w zachodniej Rosji, w wołoscie Michajłowskaja (osiedle wiejskie) rejonu łokniańskiego w obwodzie pskowskim.

## Geografia
Miejscowość położona jest 18 km od centrum administracyjnego osiedla wiejskiego (Michajłow Pogost), 27 km od centrum administracyjnego rejonu (Łoknia), 151 km od stolicy obwodu (Psków).
W granicach miejscowości znajduje się ulica Wierchniaja (43 posesje).

## Demografia
W 2010 r. miejscowość zamieszkiwały 44 osoby.